# 鍾賢書
鍾賢書（Frederick Chung Yin Shu，1944年—），鍾奕莊家族成員（鍾明輝長子），於1967年和父親及弟弟鍾慧書創立萬邦投資有限公司、多盈利置業有限公司（1972年成立）、益新置業有限公司、富合置業有限公司等各項董事及秘書。
他們和鄭裕彤曾把兩家公司，包括萬邦投資、多盈利置業在香港交易所上市，然後把多盈利置業私有化，當時是1989年，而萬邦投資已上市有30年以上。

## 外部連結
- 萬邦投資 （页面存档备份，存于）